# Aeneonaenaria minima
Aeneonaenaria minima là một loài tò vò trong họ Ichneumonidae.